# CZ蠍式EVO 3 A1衝鋒槍
CZ蠍式EVO 3 A1（英語：Scorpion Evo 3 A1）是一款由捷克槍械製造商捷克兵工乌赫尔布罗德厂（捷克語：Česká zbrojovka Uherský Brod，簡稱：CZUB）所設計及生產的冲锋枪，發射9×19毫米帕拉貝倫口徑手枪子彈。“蠍式”意味著它繼承了蠍式衝鋒槍的名字。

## 歷史
2001年，三名斯洛伐克槍械愛好者設計了一款新型冲锋枪，將其命名為“拉烏奇”（英語：LAUGO）。斯洛伐克ZVS公司看中了這款設計，並自2002年開始對其設計進行改進。2007年1月，捷克CZ公司和斯洛伐克ZVS公司達成協議，將設計方案與圖紙一並從ZVS公司購買過來進行改進。樣槍測試發射了35,000發彈藥，在聽取軍隊和執法機關方面專家的意見以後，對武器進行了進一步改進。2009年下半年完成改進設計，並在2009年布爾諾IDET展會上首次展出。隨後CZ公司再次聽取各取方意見，對武器再進行進一步改進。直到2012年，捷克CZ公司推出“蠍”式EVO 3 A1衝鋒槍。

## 設計細節
CZ蠍式EVO 3 A1採用了傳統的反沖作用工作原理，設有半自動、三發點放和全自動這三種發射模式，採用擊錘回轉式擊發方式，並採用閉鎖式槍栓以確保射擊精度。理論射速為1,150發／分鐘，有效射程為250公尺（273.4码，820.21英尺）。其帶有的無彈後定裝置可使其發射彈匣內最後一發子彈後，槍機會自動後退並且保持開放狀態。

### 機匣
CZ蠍式EVO 3 A1採用了聚合物製造的機匣。機匣是由左右兩片所組合而成，並且通過螺釘固定在一起。拉機柄採用了左右兩側的雙向設計：可以按照情況在左右導槽互換而無需任何工具，拉機柄導槽尾端設有向上卡槽，將拉機柄拉至最後方並且向上卡入卡槽內可起到固定作用。機匣右側刻有武器名稱的銘文，而左側刻有捷克製造的銘文。無彈後定解脫桿位於機匣左側面及快慢機、扳機護環前方，個頭較大，操作起來非常方便。因為採用傳統的反沖作用工作原理，槍機质量比較大。

### 發射機構
CZ蠍式EVO 3 A1採用了聚合物製造的發射機構組件，並且以一個固定銷與機匣連接在一起。快慢機裝在左右兩側，發射模式為保險、半自動、三發點放和全自動四個位置三種發射模式，並以呈直線排列在上方。從最前方的保險位置調節到半自動位置只需旋轉約20°，調節到最後方的全自動位置只需旋轉約80°，這大大提高了其發射模式速度。快慢機前方還設有無彈後定解脫桿。超大型設計的扳機護環方便戴上手套操作扳機。扳機護圈前方兩側設有彈匣卡箏，左右兩手均可以順暢操作，非常方便。

### 槍管
CZ蠍式EVO 3 A1的槍管利用螺紋固定在機匣前部。由於理論射速很高，槍管容易發熱，槍管外側以一個圓形散熱套筒包裹著。槍口以螺紋擰裝鳥籠式消焰器，將其拆卸後可換裝消聲器。

### 護木
CZ蠍式EVO 3 A1採用了聚合物製造的護木。護木左右兩側和底部都整合了MIL-STD-1913戰術導軌，以便安裝各種型號的戰術燈、雷射瞄準器和／或前握把。護木左右兩側戰術導軌上方各有兩個散熱槽，協助解決槍管發熱問題。

### 手槍握把
CZ蠍式EVO 3 A1採用了聚合物製造的手槍握把。這槍的特點就是其配用的手槍握把可以調節前後位置，以大大提升手指長度不同的使用者的人體工學。調節時只需要鬆開手槍握把上的固定螺釘，就可以將其前後移動，調節到位以後再用螺釘固定即可。手槍握把前後均有縱向防滑紋，而握把底部的加寬設計讓使用者能夠穩定地握持握把。使用者亦可換裝馬格普生產的手槍握把。

### 槍托
CZ蠍式EVO 3 A1採用了聚合物製造的槍托，其槍托既能夠向槍身右側折疊，也能夠使用三段式伸縮以調節長度。槍托的外觀形狀參考了蠍子的尾巴，能夠讓使用者抵肩射擊。以大拇指按下槍托左側前部的半圓形按鈕即可將槍托折疊。

### 供彈方式
CZ蠍式EVO 3 A1採用了聚合物製成半透明彈匣，可以讓使用者隨時知道彈匣內的剩餘彈量。原廠彈匣容量為20發或30發。亦可使用35發馬格普PMAG彈匣、50發X Products彈鼓和100發C-Mag彈鼓。

### 瞄準具
機匣頂部設有MIL-STD-1913戰術導軌，可以加裝日間／夜間光學瞄準鏡、紅點鏡／反射式瞄準鏡、全息瞄準鏡、棱鏡式瞄準鏡、夜視鏡或熱成像儀。標準型CZ蠍式EVO 3 A1的機匣頂部戰術導軌後端安裝了可以調節方向和高低的覘孔式照門，而戰術導軌前端則安裝了帶有氚光管的準星，讓使用者在光綫昏暗的情況以下瞄準射擊。

## 衍生型
- EVO 3 S1：為CZ蠍式EVO 3 A1的半自動民用型。

## 使用國
- 阿富汗
  - 阿富汗國民軍突擊隊
  - 阿富汗國家安全局
- 阿富汗伊斯蘭酋長國
  - 阿富汗內務部
- 阿根廷
  - 警察單位
- 亞美尼亞
  - 水上巡邏局
- 玻利维亚
  - 玻利維亞軍隊（英语：Armed Forces of Bolivia）
  - 警察單位
- - 國家調查及保護局（英语：State Investigation and Protection Agency）
- 柬埔寨
  - 柬埔寨王家陸軍特種部隊司令部
- 加拿大
  - 多倫多警察局（英语：Toronto Police Service）
- 哥伦比亚
  - 哥倫比亞國家警察（英语：National Police of Colombia）
- 捷克
  - 捷克共和國武裝部隊
  - 捷克共和國警察
- 埃及
  - 警察單位[3]
- 芬兰
  - 芬蘭警察（英语：Police of Finland）
- - 喬治亞內務部（英语：Ministry of Internal Affairs of Georgia）
    - 喬治亞邊防警察（英语：Border Police of Georgia）
    - 喬治亞海岸警備隊（英语：Coast Guard of Georgia）
- 匈牙利
  - 匈牙利國防軍
  - 警察單位
- 印度
  - 特警單位
- 印度尼西亞
  - 印尼陸軍戰略司令部（英语：Kostrad）[4]
- - 特警單位
- - 肯尼亞警察局（英语：Kenyan Police Service）
- 马来西亚
  - 马来西亚皇家警察
  - 馬來西亞海事執法局（英语：Malaysian Maritime Enforcement Agency）
  - 柔佛御林軍
- 馬爾他
  - 警察單位
- 摩尔多瓦
  - 特種部隊單位
  - 特警單位
- 模里西斯
  - 特警單位
- 蒙古国
  - 特警單位[5]
- 巴拿马
  - 總統衛隊
- 巴拉圭
- 菲律賓
  - 菲律賓海巡署特別行動組[6]
  - 菲律賓國家警察特别行動部隊（英语：Special Action Force）
- 波蘭
  - 波蘭軍隊特種軍司令部（英语：Polish Special Forces）
- 葡萄牙
  - 葡萄牙空軍
  - 司法警察（英语：Polícia Judiciária）
- 中華民國
  - 法務部調查局
- 塞族共和國
  - 特警單位
- 塞爾維亞
  - 特警單位[7]
- 斯里蘭卡
- 苏丹
  - 警察單位
- 泰國
  - 泰國皇家警察[8]
- 突尼西亞
  - 總統衛隊
- 土耳其
  - 土耳其海軍水下攻堅部隊（英语：Underwater Offence (Turkish Armed Forces)）
- 乌克兰—2022年俄羅斯入侵烏克蘭期間獲捷克軍援。
  - 烏克蘭武裝部隊
- 越南
  - 越南人民軍[9]
  - 越南公安部

### 計劃採購
- 香港：香港警隊於2017年被德國禁售HK MP5的新槍及零件而改向美國購入SIG MPX[10][11]，惟美國在2020年5月認定香港已失去「高度自治」並於2020年6月29日宣布對香港實施防衛用品禁運[12]，終止依據《美國－香港政策法》對香港輸出軍民兩用科技及敏感技術[13]，因為六四事件所引發的美國對中國武器禁運擴展至包括香港，並在2021年元旦通過的《國防授權法案》列明禁止向香港警隊出售武器[14]，香港警隊欲增購一千支SIG MPX及SIG SG 516的訂單遭到廠方取消[15]。香港警隊因侵犯人權而接連遭到德國及美國武器禁運後[16]，警務處處長鄧炳強揚言要從東歐購買武器[17]，香港警隊曾經考慮購買俄羅斯及中國的衝鋒槍，但與一直使用的德國及美國同類槍械相比，警隊認為俄羅斯槍械不配合自身的體格，中國槍支的造工不佳及可靠性不足[18]，最後揀選了捷克出產的蠍式EVO 3 A1衝鋒槍，原因是蠍式EVO 3 A1在使用上與德國HK MP5及美國SIG MPX最相似[19]，品質和可靠性也比中國的相似產品優勝[18]。香港警隊計劃從捷克兵工烏赫爾布羅德廠購入約一千支蠍式EVO 3 A1衝鋒槍的消息於2021年2月流出[15]，警隊還欲向東歐的捷克購買手槍及自動步槍，《法新社》於是向捷克政府查詢對香港輸出槍械的政策，捷克當局在回覆中指出，該國的武器出口條款自2020年起已將香港和中國作出同等對待，而在國際禁運下，並不允許將這類裝備出口到香港[20]。

## 流行文化
CZ蠍式EVO 3 A1衝鋒槍及其衍生型自推出後亦出現在不少电影、電視劇和电子游戏裡，例如：

### 電影
- 2015年—：首度在銀幕上出現，型號為Evo 3 A1，裝上EOTECH全息瞄準鏡和武器戰術燈，由蕾切爾·道斯（Rachel Dawes，桑瑪·蕾飾演）所使用。
- 2017年—《美國刺客》：型號為Evo 3 A1，裝上EOTECH全息瞄準鏡，由一名恐怖分子所使用，後來被米基·拉普（英语：Mitch Rapp）解除武裝。
- 2018年—《摩天大樓》：型號為Evo 3 A1，由來自斯堪的納維亞的恐怖份子首腦寇瑞斯·波薩（Kores Botha，羅蘭·穆勒（英语：Roland Møller）飾演）所使用。
- 2019年—：型號為Evo 3 A1，由路克·賀斯（Luke Hobbs，巨石強森飾演）、狄卡·邵（Deckard Shaw，傑森·史塔森飾演）和俄羅斯女黑道M夫人（Madam M，艾莎·岡薩雷飾演）所使用，後者將其稱為“蠍式EVO 3”。

### 電視劇
- 2013年—：型號為Evo 3 S1，裝有Aimpoint Comp T-1紅點鏡，由金·馬丁內斯特別探員、菲利普·洛克中校和朱莉婭·里奇蒙中士所使用。

### 电子游戏
- 2007年—《穿越火线》：于2017年11月9日更新后加入，命名为“EVO Ⅲ”，30发弹匣。无军衔限制，使用18000GP即可购买并永久使用。
- 2009年—：2010年6月29日獨立资料片《武裝行動2：箭頭行動》的追加下载内容《武裝行動2：捷克武裝部隊》，命名為「SCORPION EVO 3」，黑色塗裝。
- 2012年—：命名為「Scorpion」，以20發彈匣供彈，可以使用並聯彈匣。
- 2012年—：於戰役模式、聯機模式及殭屍模式中皆有出現，命名為「Skorpion EVO」，以32發（戰役模式及聯機模式）和30發（殭屍模式）彈匣（可使用改裝：延長彈匣，戰役模式時增至43發，聯機模式時則42發）供彈，初始攜彈量為192發（戰役模式）和96發（聯機模式），最高攜彈量為416發（戰役模式）和256發（聯機模式及殭屍模式）。戰役模式之中由主角大衞·梅森（David Mason）、中央情報局在「核心之日」中的臥底兼技術專家法里德（Farid）和也門民兵所使用；聯機模式時於等級46解鎖，並可以使用反射式瞄準鏡、激光瞄準器、消音器、快速重裝彈匣、EOTECH全息瞄準鏡、前握把、快速抽出握把、全金屬子彈外殼（英语：Full metal jacket bullet）、長槍管、目標搜索器、可調節槍托、延長彈匣、擊發調變（三發點放）、射速增加、毫米波掃描器；殭屍模式時以950點打開神秘箱取得，亦有一款衍生型稱作「進化死亡潛行者」（Evolved Death Stalker），40發彈匣，最高攜彈量提升至320發，並可以使用反射式瞄準鏡、目標搜索器。
- 2012年—《战争前线》：命名為「CZ Skorpion EVO 3 A1」，以30发弹匣供彈。為工程兵專用武器，抽奖获得，并可以改装枪口配件（通用消音器、冲锋枪消音器、冲锋枪制退器、冲锋枪刺刀）、战术导轨配件（通用握把、冲锋枪握把、冲锋枪握把架）以及瞄准镜（EOTECH 553全息瞄准镜、绿点全息瞄准镜、红点瞄准镜、冲锋枪普通瞄准镜、冲锋枪高级瞄准镜、冲锋枪专家瞄准镜）。拥有黄金版本，强化威力、射程与载弹量。
- 2013年—：命名為「斯汀9毫米」，由OPFOR所使用。奇怪地發射9×21毫米子彈。
- 2013年—：命名為「CZ-3A1」，發射9×19毫米子彈，載彈量30+1發，最高攜彈量為124發（單人模式）。單人模式之中於「越獄風雲」（Kunlun Mountains）戰役達到金牌時解鎖並且可由美国海军陆战队精英小隊「墓碑」隊長丹尼爾·雷克（Daniel Recker）所使用；多人聯機模式時為「工程兵」（Engineer）的解鎖武器包武器之一，於達到37,000點個人防衛武器得分時才能解鎖，被歸類為個人防衛武器，並可以使用眼鏡蛇、雷射瞄準器、舒適握把、制動器、PK-A（放大3.4倍）、手電筒、直角握把、防火帽、PKA-S、寛型握把、PBS-4消音器、PSO-1（放大4倍）、斜視金屬瞄準器、重型槍管以及七件戰鬥包附件（ACOG（放大4倍）、FLIR（紅外線放大2倍）、稜鏡（放大3.4倍）、JGM-4（放大4倍）、土狼、全像、消光器、折疊握把、馬鈴薯握把、直立握把、綠點雷射瞄準器、紅外線夜視鏡（紅外線放大1倍）、LS06消音器、M145（放大3.4倍）、雷射／燈光組合、R2消音器、反射式、消音器、戰術燈、三光束雷射、HD-33當中之七）。
- 2015年—：命名為“Skorpion”，載彈量30+1發，歸類為衝鋒槍，為資料片“搶劫”新增武器。能夠由雙方機械師所使用，價格為$36,000。可加裝各種瞄準鏡（反射、眼鏡蛇、全息瞄準鏡（放大1倍）、PKA-S（放大1倍）、Micro T1、SRS 02、Comp M4S、M145（放大3.4倍）、PO（放大3.5倍） 、ACOG（放大4倍）、PSO-1（放大4倍）、IRNV（放大1倍）、FLIR（放大2倍））、附加配件（傾斜式機械瞄具、傾斜式紅點鏡、電筒、戰術燈、激光瞄準器）及槍口零件（制退器、補償器、重槍管、抑制器、消焰器）。
- 2015年—《小兵步槍》：命名為「Scorpion Evo III」，裝有消音器。
- 2017年－：配備長槍管，奇怪的使用50發彈匣，後來因過於強勢而改成40發。由行動應變及機動組幹員Ela所使用。
- 2019年—《surviv.io》裝彈30發9MM，命名CZ-3A1
- 2019年—《決勝時刻：現代戰爭》：命名為“CX-9”。
- 2019年—《明日方舟》：自《水晶箭行動》以後，來自《虹彩六號：圍攻行動》、原行動應變及機動組所屬的特種幹員Ela啟動三技能「“博薩克風暴”」時會將切換成SCORPION EVO 3 A1作搭配其標誌性的「雷電地雷」的武器。
- 2022年—《蔚藍檔案》：秤敦子的固有武器「Scorpius」原型。
- 2023年—《決勝時刻：現代戰爭III 2023》：命名為“Rival 9”。

## 延伸阅读
- （简体中文）—《輕兵器》雜誌—
  - 2010年12月上號
  - 2011年10月上號：捷克布尔诺（下）“IDET2011”轻武器展示
  - 2012年9月上號：重生的蝎子CZ“蝎”式EVO3A1冲锋枪（页面存档备份，存于）
  - 2013年4月下號：捷克CZ蝎式EVO3 A1冲锋枪（页面存档备份，存于）
  - 2014年12月下號：变革之风：亚太国家轻武器发展巡视
  - 2015年2月上號：西方现役轻武器换装/补充计划盘点
  - 2016年2月下號：捷克CZ美国分公司2016年新品献礼
  - 2016年4月上號：捷克CZ公司美国分公司蝎式EVO3 S1卡宾枪（页面存档备份，存于）
  - 2016年4月上號：捷克EVO3 S1民用型半自动冲锋枪
- （简体中文）—《名槍》雜誌—
  - 第11卷：2011年來IDET國際防務與安全技術展上的輕武器
  - 第21卷：“蠍”式衝鋒槍
- （简体中文）—《兵器知识》雜誌2016年第5期：捷克EVO——3S1紧凑型冲锋枪

## 外部連結
- CZ-USA Official Website （页面存档备份，存于）
- CZ Official Website （页面存档备份，存于）
- Owners Manual